# دون كيد
دون كيد (بالإنجليزية: Don Kidd)‏ هو سياسي أمريكي، ولد في 10 أكتوبر 1937 في كروويل في الولايات المتحدة. حزبياً، نشط في الحزب الجمهوري. وقد انتخب عضو مجلس ولاية نيومكسيكو.